# Avrilly (Eure)
Avrilly is een plaats en voormalige gemeente in het Franse departement Eure (regio Normandië) en telt 346 inwoners (2005). De plaats maakt deel uit van het arrondissement Bernay. Avrilly is op 1 januari 2016 gefuseerd met Corneuil en Thomer-la-Sôgne tot de gemeente Chambois (Eure).

## Geografie
De oppervlakte van Avrilly bedraagt 7,2 km², de bevolkingsdichtheid is 48,1 inwoners per km².
De onderstaande kaart toont de ligging van Avrilly (Eure) met de belangrijkste infrastructuur en aangrenzende gemeenten.

## Demografie
Onderstaande figuur toont het verloop van het inwonertal (bron: INSEE-tellingen).